# Liste der Baudenkmäler in Schwandorf

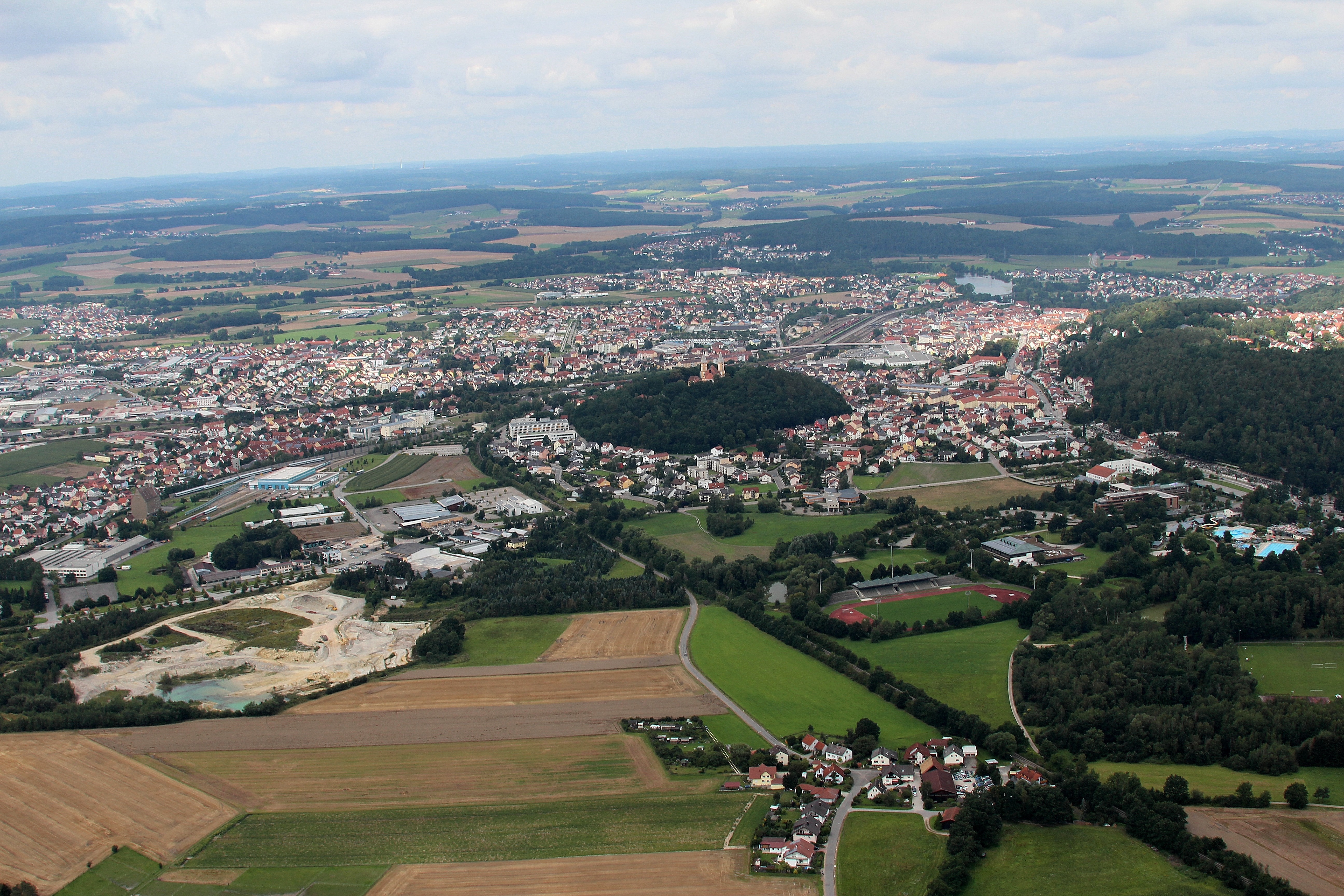
Schwandorf aus der Luft

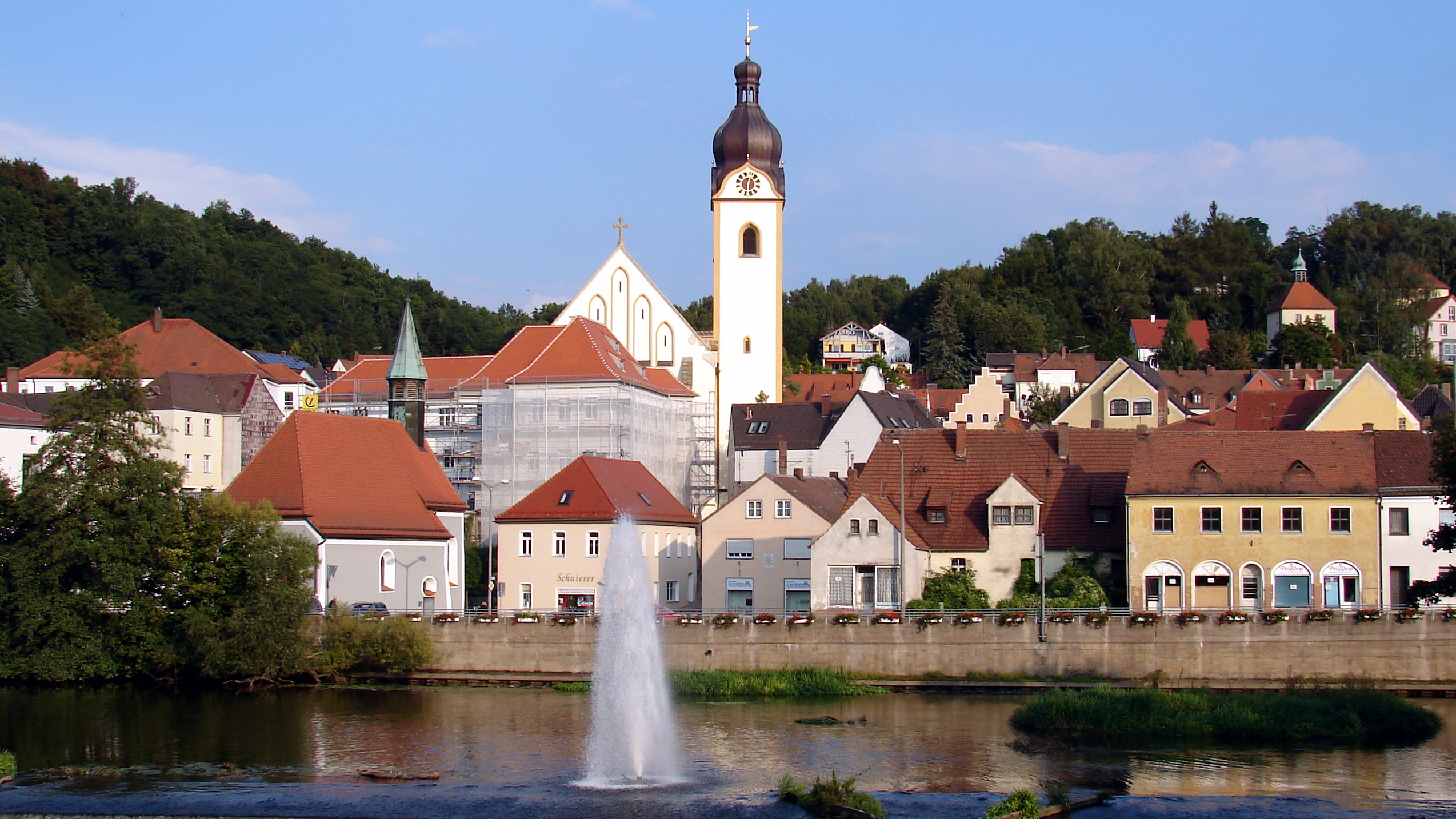
Schwandorf mit Naab

Auf dieser Seite sind die Baudenkmäler in der Oberpfälzer Großen Kreisstadt Schwandorf zusammengestellt. Diese Tabelle ist eine Teilliste der Liste der Baudenkmäler in Bayern. Grundlage ist die Bayerische Denkmalliste, die auf Basis des Bayerischen Denkmalschutzgesetzes vom 1. Oktober 1973 erstmals erstellt wurde und seither durch das Bayerische Landesamt für Denkmalpflege geführt wird. Die folgenden Angaben ersetzen nicht die rechtsverbindliche Auskunft der Denkmalschutzbehörde.

## Ensembles

### Ensemble Marktplatz

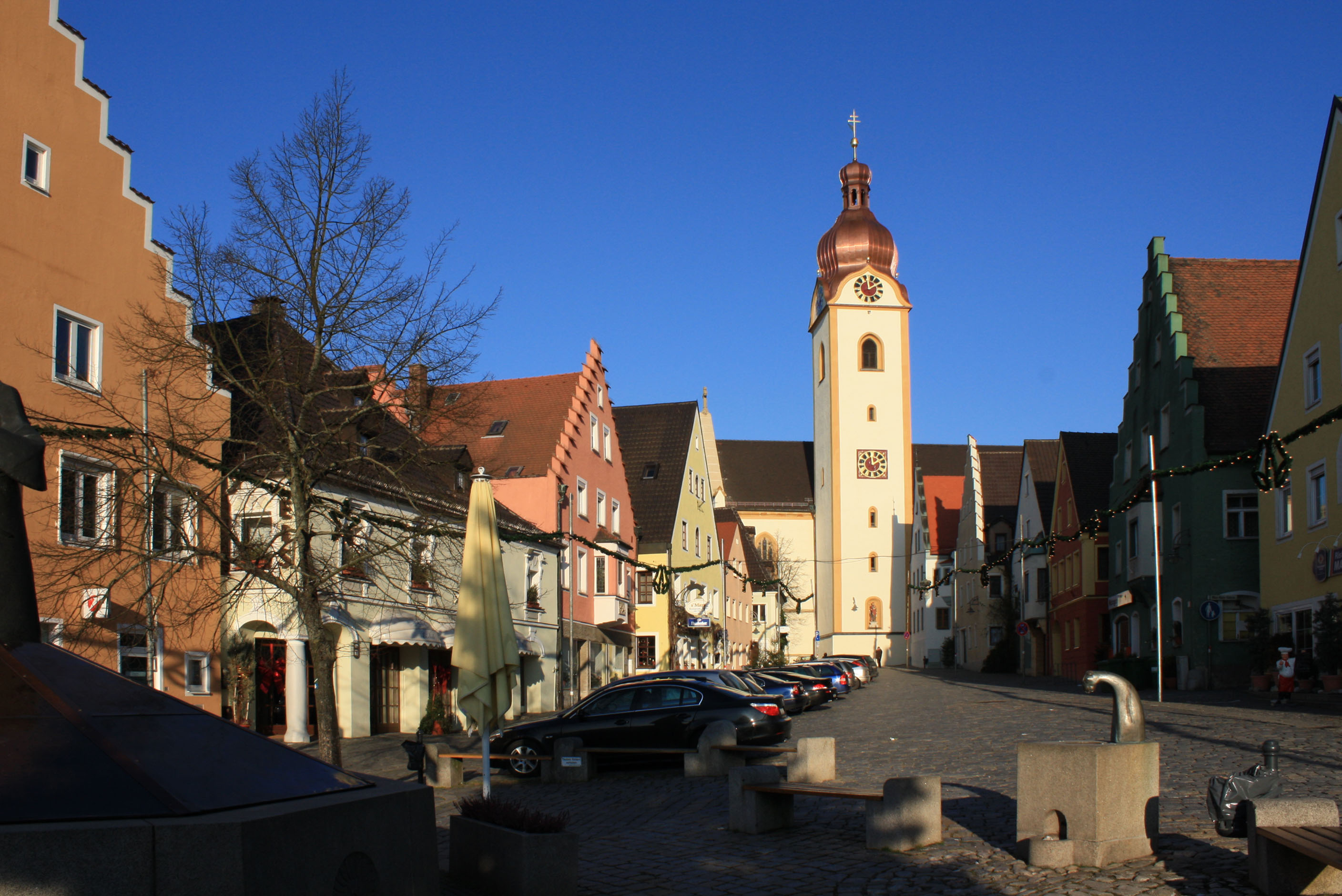

Das Ensemble umfasst den langgezogenen dreieckigen Marktplatz, den städtebaulichen Mittelpunkt Schwandorfs. 
Die Siedlung, südöstlich über einer Furt des Naab-Flusses entstanden und 1006 erstmals als villa genannt, erhielt 1299 vom bayerischen Herzog eine städtische Verfassung, erlangte aber erst 1466 volles Stadtrecht. Der Marktplatz weitet sich quer zur Richtung der alten Durchgangsstraße Regensburg-Amberg aus, die in der Südecke einmündet und in der Mitte der nordwestlichen Flanke wieder austritt. In diesem Bereich des Platzes, der die größte Weite aufweist, erhob sich freistehend bis 1803 das alte Rathaus. 
Gegenüber, nach Nordosten, verengt sich der Platzraum trichterartig in Richtung auf den spätgotischen Turm an der Südseite der Stadtpfarrkirche, der bis 1868 freistand und das gesamte Platzbild beherrscht. Die Bebauung entstammt teilweise noch dem ausgehenden Mittelalter, wenn auch die ehemaligen bürgerlichen Wohnbauten stark erneuert sind. Vorherrschend ist der Haustyp der Giebelhäuser, deren Putzfassaden häufig von Treppengiebeln bekrönt waren.
Aktennummer: E-3-76-161-1

## Stadtbefestigung
| Lage | Objekt           | Beschreibung | Akten-Nr.    | Bild           |
| --- | ---------------- | --- | ------------ | -------------- |
| Blasturmgasse 2; Spitzwegstraße 52; Spitzwegstraße 54; Spitzwegstraße 56; Spitzwegstraße 62; Stadtmauergasse 10; Stadtmauergasse 11; Bahnhofstraße 15; Blasturmgasse 4 (Standort) | Stadtbefestigung | Erhaltene Teile der im 15. Jahrhundert als Ringmauer angelegten Stadtmauer mit acht Halbrundtürmen und vier Wehrtürmen, Bruchsteinmauerwerk, 15. Jahrhundert; Reste des westlichen Mauerzuges, überwiegend in die Häuser integriert bei Bahnhofstraße 13, Stadtmauergasse 9, 10 und 11 sowie Nähe Ettmannsdorfer Straße/Nähe Klostergasse, hier Reste von zwei Halbrundtürmen erhalten: Bahnhofstraße 15, ehemaliger Stadtmauerturm, verputzter Halbrundturm, 15. Jahrhundert, und in rückwärtiger Lage bei Stadtmauergasse 11; Reste des östlichen Mauerzuges erhalten in Spitzwegstraße 6 und Blasturmgasse 4, mit Wehrturm, sogenannter Blasturm, teils verputzter Bruchsteinmauerwerksbau mit Pyramidendach und Laterne über rechteckigem Grundriss, 15./16. Jahrhundert, Stadtmauer im weiteren Verlauf nach Nordosten an der Böhmischen Torgasse erhalten, dort bei Spitzwegstraße 56 nach Norden abgewinkelt, weitere Reste im Bereich der Häuser Spitzwegstraße 64 und 64a, hier nach Ausweis des Urkatasters als doppelter Bering ausgeführt. | D-3-76-161-1 | weitere Bilder |

## Baudenkmäler nach Ortsteilen

### Schwandorf
| Lage                                                                 | Objekt                                                                       | Beschreibung | Akten-Nr.      | Bild                                                         |
| -------------------------------------------------------------------- | ---------------------------------------------------------------------------- | --- | -------------- | ------------------------------------------------------------ |
| Bahnhofstraße 7, im Garten des Elisabethenheims (Standort)           | Gartenskulpturen                                                             | Vier barocke Skulpturen mit der Darstellung der vier Jahreszeiten, Sandstein, Anfang 18. Jahrhundert, wohl vom ehemaligen Kloster Ettmannsdorf. | D-3-76-161-9   | weitere Bilder                                               |
| Blasturmgasse 7 (Standort)                                           | Felsenkelleranlage                                                           | mehrphasige, meist weitverzweigte, teils untereinander angeordnete und miteinander verbundene Felsenkeller im Westhang des Weinbergs, Eingänge architektonisch gefasst, spätes 15. bis spätes 19. Jahrhundert | D-3-76-161-112 | weitere Bilder                                               |
| Breite Straße 23 (Standort)                                          | Ehemaliges Färberhaus                                                        | Zweigeschossiger und verputzter Satteldachbau mit Treppengiebel und verputztem Fachwerkobergeschoss, Anfang 16. Jahrhundert. | D-3-76-161-5   | Ehemaliges Färberhaus                                        |
| Dominikanerinnenstraße 1 (Standort)                                  | Kirche St. Josef                                                             | Zentralbau mit Zeltdach und Laterne, östlich daran eingezogener und dreiseitig geschlossener Chor, Westempore mit Vorzeichen und geschwungenem Giebel, in neubarocken und heimatstiligen Formen, 1916/17; Schulhaus, hakenförmiger, zweigeschossiger Bau mit Mansard- und Walmdach, erbaut 1916/17, um 1947/48 teilweise wiederaufgebaut; Umfassungsmauer, verputztes Ziegel- und Betonmauerwerk, nach 1916/17. | D-3-76-161-6   | weitere Bilder                                               |
| Friedrich-Ebert-Straße 5 (Standort)                                  | Meiller-Haus                                                                 | Dreigeschossiger und überwiegend verputzter Traufseitbau mit getrepptem Zwerchhausgiebel, Backsteinobergeschoss und ornamentiertem Sandsteingesims, im Kern 1860, Umbau mit Flacherker und Fassadenfiguren 1924. | D-3-76-161-7   | weitere Bilder                                               |
| Friedrich-Ebert-Straße 15 (Standort)                                 | Ehemaliges Melberhaus                                                        | Zweigeschossiger, giebelseitiger Eckbau mit Satteldach, Gesims- und Putzgliederung, 1577. | D-3-76-161-8   | Ehemaliges Melberhaus                                        |
| Fronberger Straße (Standort)                                         | Felsenkelleranlage                                                           | meist langgestreckte Felsenkeller im Westhang des Holzbergs mit annähernd gleichen Längenerstreckung von etwa 30 bis 35 Meter mit sogenannten Bierbänken; Eingänge architektonisch gefasst, Mitte bis spätes 19. Jahrhundert | D-3-76-161-111 | weitere Bilder                                               |
| Kirchengasse 1 (Standort)                                            | Ehemaliges Pfleghaus, Rathaus 1921–2003, nun Volkshochschule                 | Zweiflügelanlage, dreigeschossiger und verputzter Walmdachbau mit profiliertem Traufgesims und übereck gestelltem Standerker, 1508 auf den Gewölben eines Vorgängerbaues erbaut, Umbau und Standerker von 1722, 1907 nochmals umgebaut, Aufstockung des Ostflügels 1939/40. | D-3-76-161-11  | Ehemaliges Pfleghaus, Rathaus 1921–2003, nun Volkshochschule |
| Kirchengasse 2 (Standort)                                            | Katholische Stadtpfarrkirche St. Jakob der Ältere                            | Wandpfeilerkirche, Chor und Langhaus nach 1400, Turm 1483, Langhaustonnengewölbe 1678 von Pietro Spineta, Stuckrippen und neugotische Verlängerung nach Westen 1868–72; mit reicher Ausstattung. | D-3-76-161-12  | weitere Bilder                                               |
| Kreuzberg 2 (Standort)                                               | Wallfahrts- und Karmeliterklosterkirche Unserer Lieben Frau                  | Nach Kriegszerstörung historisierender Wiederaufbau, Satteldachbau mit Doppelturmfassade, zentralisierende flachgedeckte Halle mit Umgang und polygonal schließendem tonnengewölbtem Chor unter Einbezug der Umfassungsmauern des Chores der ehemaligen Franziskanerklosterkirche von 1784, 1949–52 von Franz Seraph Günthner; mit Ausstattung 1952–60 unter künstlerischer Leitung von Blasius Spreng. | D-3-76-161-74  | weitere Bilder                                               |
| Kreuzberg 3; Kreuzberg (Standort)                                    | Karmelitenkloster                                                            | Süd- und Ostflügel, dreigeschossige Walmdachbauten über hakenförmigem Grundriss mit einfacher Putzgliederung, 1889; mit Ausstattung; Klostermauer, verputztes Sandsteinmauerwerk, 1740 und 1895, Fachwerktürmchen mit Zeltdach, 19. Jahrhundert; Tiefbrunnen, mit Sandsteinquadern ausgeschachtet, bezeichnet mit „1734“, geständerters Pyramidendach vermutlich neuer; Stiege, Stein, 1865 auf der Anlage von 1713 und 1797 errichtet; vom Kreuzbergbrünnerl zur Höhe; Brunnen, sogenanntes Kreuzbergbrünnerl, halbkreisförmiges Granitsteinmauerwerk mit Brunnenschale und Löwenspeier, Stein, wohl zweite Hälfte 19. Jahrhundert. | D-3-76-161-13  | weitere Bilder                                               |
| Marktplatz 1 (Standort)                                              | Ehemaliges Lebzelterhaus                                                     | Zweigeschossiger und verputzter Giebelbau in Ecklage, mit einfachen barocken Giebelformen, im Kern 16. Jahrhundert, um 1692 erneuert, Inschriftentafel an der Südseite bezeichnet mit „1731“. | D-3-76-161-14  | Ehemaliges Lebzelterhaus                                     |
| Marktplatz 3 (Standort)                                              | Gasthof Post                                                                 | Zweigeschossiger und verputzter Schweifgiebelbau, im Kern vor 1500, Giebel 18. Jahrhundert. | D-3-76-161-15  | Gasthof Post                                                 |
| Marktplatz 10 (Standort)                                             | Wohn- und Geschäftshaus                                                      | Zweigeschossiges Treppengiebelhaus mit Flacherker, 16. Jahrhundert, Fassade im 18./19. Jahrhundert erneuert. | D-3-76-161-16  | Wohn- und Geschäftshaus                                      |
| Marktplatz 11 (Standort)                                             | Sogenanntes Kaminkehrerhaus                                                  | Zweigeschossiger Giebelbau mit profiliertem Giebelgesims und Putzgliederung, im Kern 16. Jahrhundert. | D-3-76-161-17  | Sogenanntes Kaminkehrerhaus                                  |
| Marktplatz 13 (Standort)                                             | Ehemaliges Schießlhaus                                                       | Zweigeschossiger und verputzter Treppengiebelbau mit einseitigem Walm, Fassade mit eingemauerter Haubitzenkugel, im Kern 16. Jahrhundert. | D-3-76-161-18  | Ehemaliges Schießlhaus                                       |
| Marktplatz 14 (Standort)                                             | Benefiziatenhaus                                                             | Zweigeschossiger und verputzter Schweifgiebelbau in Ecklage, im 19. Jahrhundert erneuert; Heiligenfigur, in Ecknische mit Blechbaldachin. | D-3-76-161-19  | Benefiziatenhaus                                             |
| Marktplatz 17 (Standort)                                             | Wohn- und Geschäftshaus                                                      | Zweigeschossiger Eckbau mit Walmdach, Quadersteinsockel und einfacher Putzgliederung, im Kern 16. Jahrhundert, im 18. Jahrhundert verändert. | D-3-76-161-21  | Wohn- und Geschäftshaus                                      |
| Marktplatz 20 (Standort)                                             | Wohn- und Geschäftshaus, sogenanntes Meiler-Haus                             | Zweigeschossiger und verputzter Treppengiebelbau, Erker mit Steinrelief, 16. Jahrhundert, Giebel 18./19. Jahrhundert, abgebrochen 1911 und ein von Grund auf neu erbautes Haus errichtet | D-3-76-161-22  | Wohn- und Geschäftshaus, sogenanntes Meiler-Haus             |
| Marktplatz 26 (Standort)                                             | Wohn- und Geschäftshaus                                                      | Dreigeschossiger und verputzter Traufseitbau, 17. Jahrhundert, geschweifter Zwerchhausgiebel 18. Jahrhundert. | D-3-76-161-23  | Wohn- und Geschäftshaus                                      |
| Marktplatz 27 (Standort)                                             | Wohn- und Geschäftshaus, sogenanntes Heilingbrunner-Haus                     | Zweigeschossiger und verputzter Treppengiebelbau, Anfang 16. Jahrhundert. | D-3-76-161-24  | Wohn- und Geschäftshaus, sogenanntes Heilingbrunner-Haus     |
| Oskar-Kösters-Straße (Standort)                                      | Brunnenhaus                                                                  | Dreiseitig geschlossene, nach Südosten offene und walmdachgedeckte Halle mit Brunnen und Brunnenrelief aus Kunststein, um 1915/1920. | D-3-76-161-107 | BW                                                           |
| Pfleghofstufen 3 (Standort)                                          | Gedenktafel an die hier geborenen drei Brüder Röls                           | Stein, Kopie der Tafel von 1696; an der nordöstlichen Giebelseite des Hauses Pfleghofstufen 3. | D-3-76-161-26  | Gedenktafel an die hier geborenen drei Brüder Röls           |
| Rathausstraße 1 (Standort)                                           | Ehemaliges Rathaus                                                           | Im 16. Jahrhundert wohl als Freihaus erbaut, 1862/63–1921 als Rathaus genutzt, seit 1989 Heimatmuseum, zweigeschossiger und verputzter Walmdachbau, 16. Jahrhundert, Umgestaltung im 18. Jahrhundert, für die Nutzung als Museum 1986/87 durchgreifend verändert. | D-3-76-161-27  | weitere Bilder                                               |
| Senefelderstraße 4 (Standort)                                        | Sogenannte Strobl-Säule                                                      | Zum Gedenken an Pfarrer Bernhard Strobl, Granitsäule mit Inschriftenfeld und bekrönendem Eisenkruzifix, bezeichnet mit „1886“; gegenüber der Abzweigung Höhenstraße. | D-3-76-161-28  | Sogenannte Strobl-Säule                                      |
| Spitalgarten 1 (Standort)                                            | Profanierte ehemalige katholische Heilig-Geist-Spitalkirche                  | Kleiner verputzter Walmdachbau mit eingezogenem Polygonalchor, Dachreiter mit Spitzhelm und Keilstütze aus Quadersteinmauerwerk, 1443 erbaut, 1657 und 1731 umgebaut. | D-3-76-161-29  | Profanierte ehemalige katholische Heilig-Geist-Spitalkirche  |
| Spitzwegstraße 23 (Standort)                                         | Pfarrhof                                                                     | Stattlicher zweigeschossiger Satteldachbau mit dreigeschossigem Dachstuhl und rundbogigem Eingangsportal mit Sandsteingewände, Fenster mit Putzrahmung, 1491, im 16. Jahrhundert aufgestockt. | D-3-76-161-20  | weitere Bilder                                               |
| Steinberger Straße (Standort)                                        | Wegkreuz                                                                     | Kriegerdenkmal für die Opfer der Ersten und Zweiten Weltkrieges, breit gelagerter, reliefierter Sockel mit beidseitigen Inschriftentafel und bekrönendem Holzkruzifix, Sandstein, 1918, nach 1945 Inschriftentafeln und Kreuz erneuert. | D-3-76-161-101 | weitere Bilder                                               |
| Steinberger Straße 24 (Standort)                                     | Kapelle St. Barbara, ehemalige Kriegergedächtniskapelle                      | Rechteckiger Walmdachbau aus Granitsteinmauerwerk, mit straßenseitig vorgelegtem Rundturm, Traufgesims und Türgewände aus Sandsteinquadern, blechverkleidetes Glockentürmchen mit Löwenfiguren und Stahlhelmbekrönung, nach Süden firstgedrehter Walmdachanbau aus Kalksteinmauerwerk mit Ziegeleinsprengungen; zwei Wegkapellen, quadratische Walmdachbauten aus Kalksteinquadern mit Backsteingesims, Stichbogenöffnungen mit Sandsteingewände; beidseitig der Kapelle; von Rolf Behringer, 1922. | D-3-76-161-31  | weitere Bilder                                               |
| An der Kreuzung Wackersdorfer- und Dominikanerinnenstraße (Standort) | Kriegerdenkmal für die Gefallenen im Deutsch-Französischen Krieg von 1870/71 | Obeliskartige Stele mit Kreuzbekrönung und Stufensockel, Granit, nach 1871. | D-3-76-161-103 | weitere Bilder                                               |
| Waldgasse 3 (Standort)                                               | Felsenkelleranlage                                                           | Meist langgestreckte Felsenkeller im Westhang des Holzbergs, Mundlöcher architektonisch gefasst, um 1600 bis spätes 19. Jahrhundert. | D-3-76-161-111 | weitere Bilder                                               |
| Bahnlinie Regensburg - Weiden, Egelseerstraße 8 (Standort)           | Ringlokschuppen                                                              | kreissegmentbogenförmiger hoher Lokschuppen, Stahlbetonskelettbau mit großflächiger Fensterverglasung und Klinkerausfachung, 1958 begonnen, später überarbeitet, mit Drehscheibe und Bedienungshaus, mit technischer Ausstattung | D-3-76-161-110 | BW                                                           |

### Auhof
| Lage                                                   | Objekt     | Beschreibung                                                                              | Akten-Nr.     | Bild |
| ------------------------------------------------------ | ---------- | ----------------------------------------------------------------------------------------- | ------------- | ---- |
| Auhof 1, südwestlich des Hofes, am Waldrand (Standort) | Wegkapelle | Satteldachbau mit Stichbogeneingang und Putzgliederung, 18. Jahrhundert; mit Ausstattung. | D-3-76-161-34 | BW   |

### Bubach an der Naab
| Lage                          | Objekt                                 | Beschreibung | Akten-Nr.     | Bild                                   |
| ----------------------------- | -------------------------------------- | --- | ------------- | -------------------------------------- |
| Nähe Bubacher Ring (Standort) | Katholische Filialkirche St. Margareta | Verputzter Satteldachbau mit eingezogenem Rechteckchor und verschindeltem Dachreiter mit Zeltdach, 14./15. Jahrhundert, später verändert, rundbogiges Westportal mit Sandsteingewände von 1721; mit Ausstattung. | D-3-76-161-35 | Katholische Filialkirche St. Margareta |

### Büchelkühn
| Lage | Objekt                                              | Beschreibung                                                                                 | Akten-Nr.     | Bild           |
| --- | --------------------------------------------------- | -------------------------------------------------------------------------------------------- | ------------- | -------------- |
| Mooshoschen; Speck; an der Bundesstraße 15 nach Schwandorf, am Weiher bei der Klause „Lange Meile“ (Standort) | Denkmal für Graf Babo von Abensperg, gestorben 1061 | Steinobelisk mit refliefierten Inschriftenfeldern, Sandstein, errichtet 1828, erneuert 1885. | D-3-76-161-33 | weitere Bilder |

### Dachelhofen
| Lage                              | Objekt      | Beschreibung | Akten-Nr.     | Bild           |
| --------------------------------- | ----------- | --- | ------------- | -------------- |
| Dachelhofer Straße 112 (Standort) | Leichenhaus | Giebelseitiger und verputzter Satteldachbau mit blechverkleidetem Dachreiter, stichbogigen Arkadenöffnungen und Eckquaderung aus Sandstein, nach Westen firstgedrehte, erdgeschossige Sattel- und Walmdachanbauten, im neubarocken Stil, um 1910. | D-3-76-161-32 | weitere Bilder |

### Ettmannsdorf
| Lage                                 | Objekt                                      | Beschreibung | Akten-Nr.      | Bild           |
| ------------------------------------ | ------------------------------------------- | --- | -------------- | -------------- |
| Blumenstraße (Standort)              | Kriegerdenkmal                              | Stele mit Opferschale zum Gedenken der im Ersten und Zweiten Weltkrieg gefallenen Soldaten, um 1950. | D-3-76-161-106 | BW             |
| Ettmannsdorfer Straße 86 (Standort)  | Ehemaliges Hammerschloss bzw. Altes Schloss | Stattlicher zweigeschossiger Walmdachbau mit Stichbogenfenstern und seitlichem Standerker, mittig vorgelegt achteckiger Treppenturm mit Zeltdach, Fassadengestaltung mit Eckpilastern, profilierter Gesimsgliederung und Fensterfaschen, um 1600, Portalwappen bezeichnet mit „1600“, Fenster im 19. Jahrhundert verändert. | D-3-76-161-36  | weitere Bilder |
| Ettmannsdorfer Straße 125 (Standort) | Ehemaliges Gasthaus zur Schwanne            | Zweigeschossiger und teils verputzter Natursteinmauerwerksbau mit Walmdach, bezeichnet mit „1780“; ehemaliger Eislagerturm, Ziegelbau, um 1900. | D-3-76-161-82  | weitere Bilder |

### Freihöls
| Lage                                                                    | Objekt      | Beschreibung | Akten-Nr.     | Bild           |
| ----------------------------------------------------------------------- | ----------- | --- | ------------- | -------------- |
| In der Ortsmitte, an der Straßenkreuzung nach Charlottenhof. (Standort) | Feldkapelle | Dreiseitig geschlossener Satteldachbau mit Säulenvorbau und einfacher Putzgliederung, letztes Viertel 19. Jahrhundert. | D-3-76-161-37 | weitere Bilder |

### Fronberg
| Lage | Objekt                 | Beschreibung | Akten-Nr.     | Bild                   |
| --- | ---------------------- | --- | ------------- | ---------------------- |
| Fronberger Straße 31 (Standort) | ehemalige Villa Kebbel | zweigeschossiger verputzter Massivbau mit überstehendem Walmdach, Zwerchhausrisalit und Dachhäuschen mit Pyramidendach, runder Eckturm mit Kegeldach, reiche Fassadengestaltung im Stil des Historismus, Ende 19. Jahrhundert parkartige Gartenlage mit teils geometrischer Wegführung und altem Baumbestand, wohl Ende 19. Jahrhundert | D-3-76-161-38 | ehemalige Villa Kebbel |
| Maximilianstraße 17 (Standort) | Kapelle St. Wendelin   | verputzter Satteldachbau mit Gesimsgliederung, wohl 18. Jahrhundert Heiligenfigur, sitzende Christusfigur in giebelseitiger Rundbogennische, farbig gefasst, 18./19. Jahrhundert | D-3-76-161-40 | weitere Bilder         |
| Petersleiten (Standort) | Petruskapelle          | verputzter Rundbau mit Kuppeldach und Laterne, letztes Viertel 18. Jahrhundert Die Kapelle erinnert an den 1945 im KZ Sachsenhausen verstorbenen Randolph von Breidbach-Bürresheim. | D-3-76-161-39 | weitere Bilder         |
| Schloßpark 1; Schloßpark; in Fronberg; St.-Andreas-Straße 8; St.-Andreas-Straße 10; Schloßpark 2; Schloßpark; Nähe Schloßpark; Schloßpark 3 (Standort) | Schloss                | nach Zerstörung durch Brand während des Landshuter Erbfolgekriegs (1305) ab 1587 wiederaufgebaut; sogenanntes Altes Schloss, Anlage von drei zweigeschossigen Satteldachbauten um kleinen Innenhof: - Nordflügel, hofseitig mit zweigeschossigem Renaissance-Arkadengang, im Kern wohl erste Hälfte 15. Jahrhundert, bezeichnet mit „1587“, Umbau von 1786 - Südflügel, verputzter Bruchsteinmauerwerksbau mit geohrten Fensterfaschen, Torturm mit gesprengtem Portalgiebel und Allianzwappen - Westflügel mit Laubengang von 1587 nach Osten angebaute Dreiflügelanlage, dreigeschossige Walmdachbauten mit zwei übereck stehenden Rechtecktürmen und erdgeschossigen Arkadenöffnungen, Westflügel mit rundbogigem Durchfahrtstor, Putzfassade mit Lisenen- und Gesimsgliederung, um 1587, zweiarmige ovale Freitreppe im inneren Schlosshof, wohl letztes Viertel des 18. Jahrhunderts im Ostflügel Schlosskapelle Unserer Lieben Frau, 1677/1678 von Pietro Spineta; mit Ausstattung ehemalige Orangerie, längsgerichteter, erdgeschossiger Massivbau mit Mansardwalmdach, nach Süden verglaster Mittelteil mit Kolonnaden, 18. Jahrhundert zugehöriges Gewächshaus, kleiner Pultdachbau aus Bruchsteinmauerwerk mit Glasdach und rückwärtig neuerem Anbau, zweite Hälfte 19. Jahrhundert ehemaliger Schlossgraben mit Holzbrücke, 16./17. Jahrhundert Einfriedung aus Bruchsteinmauerwerk, wohl um 1820 Parkanlage mit altem Baumbestand und Wegen, wohl um 1820 Wappenstein, 17. Jahrhundert steinerner Epitaph, um 1800, im östlichen Parkbereich Felsengrab mit Steinkreuz, 1829 ehemaliges Schlossgut, Dreiflügelanlage, zweigeschossige und verputzte Satteldachbauten mit profiliertem Traufgesims, seitlichen Anbauten und rundbogigem Durchfahrtstor mit Pilaster- und Gesimsgliederung, 18./19. Jahrhundert | D-3-76-161-42 | weitere Bilder         |

### Gögglbach
| Lage                                                         | Objekt                                  | Beschreibung | Akten-Nr.     | Bild           |
| ------------------------------------------------------------ | --------------------------------------- | --- | ------------- | -------------- |
| Nähe St.-Laurentius-Platz; St.-Laurentius-Platz 2 (Standort) | Katholische Filialkirche St. Laurentius | Dreiseitig geschlossener Satteldachbau mit massivem Westturm und Zwiebeldach, einfache Putzgliederung, im Kern romanisch, östliche Erweiterung gotisch; mit Ausstattung. | D-3-76-161-43 | weitere Bilder |

### Haselbach
| Lage                                                | Objekt                                     | Beschreibung | Akten-Nr.     | Bild                                       |
| --------------------------------------------------- | ------------------------------------------ | --- | ------------- | ------------------------------------------ |
| Alois-Breu-Straße 6; Alois-Breu-Straße 4 (Standort) | Katholische Pfarrkirche St. Peter und Paul | Verputzter Steilsatteldachbau mit flachgedecktem Langhaus und querrechteckigem Chor, östlich des Chores Sakristei, am nördlichen Langhaus Turm mit achteckigem Obergeschoss und Spitzhelm, im Kern um 1361, Turmaufsatz 1757, westliche Langhauserweiterung 1886; mit Ausstattung; zwei Epitaphe, eingezogene Rundbogenplatten mit Inschrift, um 1836; in der nördlichen Kirchhofmauer; Kriegerdenkmal für die Gefallenen des Ersten und Zweiten Weltkrieges, Granitpfeiler mit Helmbekrönung und Inschriftentafeln, auf stufenartigem Sockel, nach 1945; westlich des Kirchhofes. | D-3-76-161-45 | Katholische Pfarrkirche St. Peter und Paul |

### Holzhaus
| Lage                                                     | Objekt      | Beschreibung                                                                                      | Akten-Nr.     | Bild        |
| -------------------------------------------------------- | ----------- | ------------------------------------------------------------------------------------------------- | ------------- | ----------- |
| In der Ortsmitte, an der Straße nach Freihöls (Standort) | Feldkapelle | Rechteckiger und verputzter Satteldachbau mit stichbogigem Eingangsportal, bezeichnet mit „1716“. | D-3-76-161-48 | Feldkapelle |

### Irlbach
| Lage                                        | Objekt                             | Beschreibung | Akten-Nr.      | Bild        |
| ------------------------------------------- | ---------------------------------- | --- | -------------- | ----------- |
| Irlbach 11 (Standort)                       | Kapelle, sogenannte Josephskapelle | Dreiseitig geschlossener und verputzter Bruchsteinmauerwerksbau mit steilem Satteldach und Giebelreiter mit Spitzhelm von Max Wittmann, bezeichnet mit „1939“; mit Ausstattung. | D-3-76-161-100 | BW          |
| An der Ortsstraße vor dem Weiher (Standort) | Feldkapelle                        | Rechteckiger und verputzter Satteldachbau mit hölzernem Giebelreiter und Pyramidendach, 1843.                                                                                   | D-3-76-161-49  | Feldkapelle |

### Klardorf
| Lage                                             | Objekt                                                 | Beschreibung | Akten-Nr.     | Bild           |
| ------------------------------------------------ | ------------------------------------------------------ | --- | ------------- | -------------- |
| Zielheimer Straße 16; St.-Georg-Weg 2 (Standort) | Katholische Pfarrkirche St. Georg und Aussegnungshalle | Verputzter Satteldachbau mit flachgedecktem Langhaus und nördlichem Flankenturm mit Pyramidendach, eingezogener und halbrund geschlossener Chor mit Dachreiter und Zwiebelhaube, über hohem Quadersteinsockel, im Kern spätromanisch, mit Neubau des Langhauses 1926 ehemaliges Langhaus als Chor umgestaltet; mit Ausstattung; Aussegnungshalle, verputzter Giebelbau mit rundbogiger Vorhalle und beidseitig firstgedrehten Satteldachanbauten, vermutlich 1926. | D-3-76-161-51 | weitere Bilder |

### Krainhof
| Lage                                                                    | Objekt    | Beschreibung                                                                     | Akten-Nr.     | Bild      |
| ----------------------------------------------------------------------- | --------- | -------------------------------------------------------------------------------- | ------------- | --------- |
| Zur Furt, rund 150 Meter südwestlich von Krainhof am Feldweg (Standort) | Bildstock | Neugotische Stele mit vergitterter Spitzbogennische und Gusseisenkreuz, um 1880. | D-3-76-161-75 | Bildstock |

### Kronstetten
| Lage                               | Objekt                                     | Beschreibung | Akten-Nr.     | Bild           |
| ---------------------------------- | ------------------------------------------ | --- | ------------- | -------------- |
| Kronstettener Straße 33 (Standort) | Katholische Pfarrkirche St. Johann Baptist | Schlichte mittelalterliche Chorturmanlage aus Bruchsteinmauerwerk, Langhaus mit Walmdach und kapellenartigem Anbau im Norden, Chorturm mit Pyramidendach, einfache Putzgliederung, wohl 13. Jahrhundert, Umbau zweite Hälfte 17. Jahrhundert, Umgestaltung des Innenraums 17. und 18. Jahrhundert; mit Ausstattung; Rest der ehemaligen Kirchhofmauer, Bruchsteinmauerwerk, 17./18. Jahrhundert. | D-3-76-161-52 | weitere Bilder |

### Lindenlohe
| Lage                       | Objekt     | Beschreibung | Akten-Nr.     | Bild           |
| -------------------------- | ---------- | --- | ------------- | -------------- |
| Asbacher Straße (Standort) | Wegkapelle | Wegkapelle, rechteckiger und verputzter Satteldachbau mit stichbogiger Holztür, erste Hälfte 18. Jahrhundert; Figur heiliger Nepomuk, farbig gefasste Holzfigur, bezeichnet 1738; in der Dorfmitte an der Asbacher Str. 7. | D-3-76-161-53 | weitere Bilder |

### Naabeck
| Lage                           | Objekt                                           | Beschreibung | Akten-Nr.     | Bild           |
| ------------------------------ | ------------------------------------------------ | --- | ------------- | -------------- |
| Naabecker Straße 13 (Standort) | Ehemaliges Hofmarkschloss, seit 1620 Hofbrauerei | Im Dreißigjährigen Krieg schwer beschädigt und 1656 wiederaufgebaut, Vierflügelanlage; südlicher Hauptflügel, zweigeschossiger Walmdachbau, 1656, Portalrisalit mit Giebel und Glockentürmchen 19. Jahrhundert; im Ostflügel Kapelle; mit Ausstattung; 17. Jahrhundert. | D-3-76-161-54 | weitere Bilder |

### Naabsiegenhofen
| Lage                                                 | Objekt                               | Beschreibung | Akten-Nr.     | Bild           |
| ---------------------------------------------------- | ------------------------------------ | --- | ------------- | -------------- |
| Nähe Bei St.-Salvator; Bei St.-Salvator 1 (Standort) | Katholische Nebenkirche St. Salvator | Rechteckiger und verputzter Bruchsteinmauerwerksbau mit steilem Satteldach, an der Südwestecke leicht vorspringender Turm mit Pyramidendach und Keilstütze, romanisch, Turmdach um 1600; mit Ausstattung; Kirchhofmauer, wohl mittelalterlich. | D-3-76-161-55 | weitere Bilder |

### Neukirchen
| Lage                                           | Objekt                               | Beschreibung | Akten-Nr.     | Bild                         |
| ---------------------------------------------- | ------------------------------------ | --- | ------------- | ---------------------------- |
| Kirchberg 2 (Standort)                         | Alter Amtshof                        | Wohnhaus, zweigeschossiger Bruchsteinmauerwerksbau mit Walmdach, Stichbogenfenstern und firstgedrehtem Satteldachanbau im Westen, im Kern wohl 17. Jahrhundert; Nebengebäude, sogenanntes Altes Gefängnis, verputzter Steilsatteldachbau, wohl 17. Jahrhundert; Hofmauer, teils verputztes Kalksteinmauerwerk, wohl 18. Jahrhundert. | D-3-76-161-58 | BW                           |
| Kirchberg 4 (Standort)                         | Katholische Pfarrkirche St. Martin   | Dreiseitig geschlossener Satteldachbau mit flachgedecktem Langhaus, nördlich daran angelegt Turm mit welscher Haube und Zwiebellaterne, Chor und Turmunterbau im Kern gotisch, Langhaus und Turmaufsatz mit Haube 18. Jahrhundert, westliche Langhauserweiterung 1895/96; mit Ausstattung; Friedhofskreuz und Grabplatte des 18. Jahrhunderts an der südlichen Kirchenwand; im Friedhof drei Grabdenkmale des späten 19./frühen 20. Jahrhunderts.; Kriegerdenkmal für die Gefallenen des Ersten und Zweiten Weltkrieges an der westlichen Kirchhofmauer, Steinskulptur mit Pietà-Darstellung, seitlich flankiert von Inschriftentafeln, in die Kirchhofmauer integriert, nach 1945. | D-3-76-161-57 | weitere Bilder               |
| Kramergasse 2 a (Standort)                     | Ehemaliges Gesindehaus des Amtshofes | Erdgeschossiger und verputzter Satteldachbau mit kleinem Anbau im Norden, um 1840, Zwerchgiebel mit Dachstuhl nach 1900. | D-3-76-161-59 | BW                           |
| Westlich des Ortes auf dem Annaberg (Standort) | Katholische St.-Anna-Kapelle         | Dreiseitig geschlossener und verputzter Satteldachbau mit Ecklisenen, Dachreiter mit Zwiebelhaube, 18. Jahrhundert; mit Ausstattung. | D-3-76-161-56 | Katholische St.-Anna-Kapelle |

### Siegenthan
| Lage                                    | Objekt  | Beschreibung | Akten-Nr.     | Bild |
| --------------------------------------- | ------- | --- | ------------- | ---- |
| Nördlich der Hofanlage Nr. 1 (Standort) | Kapelle | Dreiseitig geschlossener und verputzter Satteldachbau mit Glockengiebel und spitzbogigen Sandsteingewänden, im neugotischen Stil, bezeichnet mit „1874“. | D-3-76-161-61 | BW   |

### Waltenhof
| Lage                                                                   | Objekt                   | Beschreibung | Akten-Nr.     | Bild                     |
| ---------------------------------------------------------------------- | ------------------------ | --- | ------------- | ------------------------ |
| Nähe Waltenhofer Eck, auf Anhöhe bei der Straße nach Bubach (Standort) | St.-Bartholomäus-Kapelle | Verputzter Satteldachbau mit flachgedecktem Langhaus und dreiseitigem Chorabschluss, Westturm mit Pyramidendach, nach Brand 1855 erneuert; mit Ausstattung. | D-3-76-161-62 | St.-Bartholomäus-Kapelle |

### Wiefelsdorf
| Lage                                                                    | Objekt                                     | Beschreibung | Akten-Nr.     | Bild           |
| ----------------------------------------------------------------------- | ------------------------------------------ | --- | ------------- | -------------- |
| In Wiefelsdorf; Wiefelsdorfer Straße; Wiefelsdorfer Straße 7 (Standort) | Katholische Pfarrkirche St. Peter und Paul | Flachgedecktes Langhaus mit Querhaus und dreiseitig geschlossenem Chorraum, südlicher Turm mit Zwiebelhelm, Langhaus im Kern romanisch um 1230/40, um 1445 erneuert und um Turmbau erweitert, im 17. Jahrhundert erneuert, Querhaus und Chor 1747/48, Turmhaube 1778; mit Ausstattung; Kirchhofmauer, Bruchsteinmauerwerk; Kriegerdenkmal für die Gefallenen des Ersten und Zweiten Weltkrieges, auf Säulen getragenes Figurenrelief mit Darstellung der Grablegung, darunter Inschriftentafeln, Sandstein, nach 1945. | D-3-76-161-63 | weitere Bilder |
| Wiefelsdorfer Straße 7 (Standort)                                       | Pfarrhof mit Ökonomie, Dreiseitanlage      | Wohnhaus, zweigeschossiger und verputzter Walmdachbau mit östlichem Anbau, im Kern 16. Jahrhundert, Umbauten im 18. und 20. Jahrhundert; südlich davon Stallgebäude, zweigeschossiger und teils verputzter Fachwerkbau mit Frackdach und Holzlaube, im Kern 17. Jahrhundert; Stadel, erdgeschossiger und verputzter Bruchsteinmauerwerksbau mit Satteldach, wohl 18. Jahrhundert; rückwärtige Hofmauer, verputztes Mauerwerk mit stichbogigem Eingangsportal.                                                          | D-3-76-161-64 | weitere Bilder |

## Ehemalige Baudenkmäler
In diesem Abschnitt sind Objekte aufgeführt, die früher einmal in der Denkmalliste eingetragen waren, jetzt aber nicht mehr. Objekte, die in anderem Zusammenhang – also z. B. als Teil eines Baudenkmals – weiter eingetragen sind, sollen hier nicht aufgeführt werden. Aktennummern in diesem Abschnitt sind ehemalige, jetzt nicht mehr gültige Aktennummern.

| Lage                                                         | Objekt                                  | Beschreibung | Akten-Nr.     | Bild                  |
| ------------------------------------------------------------ | --------------------------------------- | --- | ------------- | --------------------- |
| Schwandorf Nattermoosweg ()                                  | Drei sogenannte Priestersäulen          | 16./17. Jahrhundert. | D-3-76-161-25 |                       |
| Hartenricht In Hartenricht (Standort)                        | Kapelle                                 | 19. Jahrhundert; gegenüber Haus Nr. 6. | D-3-76-161-44 | BW                    |
| Haselbach Kreuzstraße 8 (Standort)                           | Ehemaliges Bauernhaus                   | Satteldachbau, wohl 17./18. Jahrhundert. | D-3-76-161-46 | Ehemaliges Bauernhaus |
| Oberweiherhaus Oberweiherhaus 1 (Standort)                   | Ehemaliges Wohnhaus eines Dreiseithofes | Erdgeschossiger Satteldachbau, 18. Jahrhundert.                                                                                                 | D-3-76-161-60 | BW                    |
| Zielheim Zielheimer Straße 33 (nicht mehr am Ort) (Standort) | Ehemalige Schmiede                      | Wohnstallhaus, eingeschossiger Satteldachbau mit Stichbogenfenster, im Kern 18. Jahrhundert; 1998 in das Freilandmuseum Oberpfalz transferiert. | D-3-76-161-50 | weitere Bilder        |